# Pieper (Gattung)
Die Pieper (Anthus) sind eine Vogelgattung aus der Unterordnung der Singvögel. Es handelt sich um verhältnismäßig kleine Vögel mit einem mittel- bis langen Schwanz. Gemeinsam mit den Stelzen und den beiden monotypischen Gattungen Tmetothylacus und Dendronanthus gehören sie zur Familie der Stelzen und Pieper.
Pieper sind schlanke, in der Regel unauffällig gefärbte Insektenfresser. Sie gehen normalerweise monogame Paarbeziehungen ein und verteidigen ein Brutrevier. Es sind Bodenbrüter, deren Gelege bis zu sechs Eier umfasst. Der Gattung werden bis zu 40 Arten zugerechnet, was sie zur artenreichsten Gattung innerhalb ihrer Familie macht. Die taxonomische Zuordnung einzelner Arten und Unterarten ist jedoch strittig; manche Autoren zählen auch weniger Arten zu dieser Gattung.
Pieper sind nahezu weltweit vertreten, sie fehlen lediglich in den tropischen Regenwäldern, in den trockeneren Wüsten und auf dem antarktischen Kontinent. In der Subarktis kommen der Petschorapieper, der Wiesenpieper und der Rotkehlpieper vor. In der Subantarktis brüten der Riesenpieper und der Correnderapieper. Zu den in Mitteleuropa vertretenen Anthus-Arten zählen unter anderem Baumpieper, Wiesenpieper, Rotkehlpieper, Brachpieper und Bergpieper.

## Arten
Folgende Arten werden derzeit (Stand: September 2022) anerkannt: Deutsche Vogelnamen – sofern nicht anders erwähnt – nach H. Barthel und Mitarbeiter.
- Spornpieper (Anthus richardi)
- Orientspornpieper (Anthus rufulus)
- Australspornpieper (Anthus australis)
- Neuseeland-Spornpieper (Anthus novaeseelandiae)
- Zimtspornpieper (Anthus cinnamomeus) schließt folgende mit ein[5][6]
  - Kimberleypieper (vormals Anthus pseudosimilis)
  - Jacksonpieper (Anthus cinnamomeus latistriatus, vormals Anthus latistriatus)[7]
- Drakensbergpieper, auch Hochlandpieper (Anthus hoeschi)
- Steppenpieper (Anthus godlewskii)
- Brachpieper (Anthus campestris)
- Langschnabelpieper (Anthus similis)
- Nicholsonpieper (Anthus nicholsoni)
- Waldlandpieper (Anthus nyassae)
- Vaalpieper (Anthus vaalensis) schließt folgende Art mit ein:[5][6]
  - Langschwanzpieper (vormals Anthus longicaudatus)
- Braunrückenpieper (Anthus leucophrys)
- Stelzenpieper (Anthus pallidiventris)
- Wiesenpieper (Anthus pratensis)
- Baumpieper (Anthus trivialis)
- Waldpieper (Anthus hodgsoni)
- Petschorapieper (Anthus gustavi)
- Rosenpieper (Anthus roseatus)
- Rotkehlpieper (Anthus cervinus)
- Pazifikpieper (Anthus rubescens)
- Bergpieper (Anthus spinoletta)
- Strandpieper (Anthus petrosus)
- Nilgiripiper, auch Nilghiripieper (Anthus nilghiriensis)
- Mattenpieper (Anthus sylvanus)
- Kanarenpieper (Anthus berthelotii)
- Streifenpieper (Anthus lineiventris)
- Klippenpieper (Anthus crenatus)
- Kurzschwanzpieper (Anthus brachyurus)
- Buschpieper (Anthus caffer)
- Sokokepieper (Anthus sokokensis)
- Malindipieper (Anthus melindae)
- Gelbbrustpieper (Anthus chloris)
- Papuapieper (Anthus gutturalis)
- Burupieper (Anthus ruficollis)
- Präriepieper (Anthus spragueii)
- Savannenpieper (Anthus chii) Der wissenschaftliche Name wurde von Anthus lutescens Pucheran, 1855 auf Anthus chii Vieillot, 1818 geändert.[8][9] Bei H. Barthel wird noch die ältere Bezeichnung (Anthus lutescens) verwendet.[4]
- Perupiper (Anthus peruvianus)
- Weißbauchpieper (Anthus furcatus)
- Punapieper (Anthus brevirostris)
- Chacopieper (Anthus chacoensis)
- Correnderapieper (Anthus correndera)
- Riesenpieper (Anthus antarcticus)
- Ockerbrustpieper (Anthus nattereri)
- Hellmayrpieper (Anthus hellmayri)
- Paramopieper (Anthus bogotensis)

## Belege

### Einzelbelege
1. ↑  Sale, S. 292 bis S. 295
2. ↑  Shirihai, S. 264 und S. 265
3. ↑  IOC World Bird List Waxbills, parrotfinches, munias, whydahs, Olive Warbler, accentors, pipits
4. 1 2  H. Barthel, Ch. Barthel, E. Bezzel, P. Eckhoff, R. van den Elzen, Ch. Hinkelmann & F. D. Steinheimer: Deutsche Namen der Vögel der Erde Vogelwarte Bd. 58, S. 1–214, 2020
5. 1 2  Davies GBP & DS Peacock: Reassessment of plumage characters and morphometrics of Anthus longicaudatus Liversidge, 1996 and Anthus pseudosimilis Liversidge and Voelker, 2002 (Aves: Motacillidae). In: Annals of the Ditsong National Museum of Natural History, Bd. 4, S. 187–206, 2014.
6. 1 2  Darren W. Pietersen, Andrew E. McKechnie, Raymond Jansen, Ian T. Little, Armanda D.S. Bastos: Multi‐locus phylogeny of African pipits and longclaws (Aves: Motacillidae) highlights taxonomic inconsistencies. In: Ibis. 161, 2018, S. 781, doi:10.1111/ibi.12683.
7. ↑  BirdLife International (2022) IUCN Red List for birds
8. ↑  Smith P & RP Clay: The identity of Félix de Azara’s “Alondras” and implications for Neotropical pipit nomenclature (Aves, Motacillidae: Anthus) in: Zootaxa 4942, S. 118–126, 2021.
9. ↑  Proposal (910) to South American Classification Committee. Change the name of Anthus lutescens to Anthus chii